# Jack Greene
Jack Henry Greene (ur. 7 stycznia 1930 w Maryville, Tennessee, zm. 14 marca 2013 w Nashville, Tennessee) – amerykański piosenkarz country. Jednym z jego największych sukcesów w karierze był album There Goes My Everything wydany w roku 1966. W roku 1967 otrzymał 3 nagrody CMA w kategoriach Album roku, Piosenka roku, Wokalista roku.
Zmarł na chorobę Alzheimera w wieku 83 lat.